# 西湖管理区
西湖管理区为湖南省常德市所辖县级行政管理区。地处西洞庭湖宾湖区的沅水和澧水尾闾地带，全境位于汉寿县境内。总面积70平方公里，2002年的人口达4.35万人，辖6办事处和1镇。除行政、财税外，西湖管理区其他事务包括民事、区划与统计等全部归入汉寿县。

## 历史
西湖管理区地域始于1955年4月，历经四个阶段：
- 第一阶段为“劳改农场阶段”（1954年4月至1969年3月），1955年4月完成围湖，1955年农场建成。年底有服刑犯人9463人，就业人员1239人，干部和勤杂人员751人，武装民警600人，共计12053人，此规模一直保持到1969年，这一时期共开垦耕地8万亩。
- 第二阶段，“军垦农场阶段”（1969年4月至1972年9月）。1969年4月，撤销“西湖劳改农场”建置，交驻军开办军垦农场和广州空军司令部开办五·七干校；劳管人员、就业人员及劳改犯人全部撤出，由中国人民解放军第47军141师（即6955部队）办生产基地；1969年9月6955部队奉命移防陕西，改由广州军区陆军第146师（即0646部队）接替办生产基地。原湖南省军区司令蒋金流曾任146师师长，原中共中央政治局常委、国家副主席曾庆红曾于此学习和工作。军垦农场时期，有官兵8521人，但耕地未充分利用，部分耕地荒芜。
- 第三阶段，移民办农场阶段（1972年10月至1999年7月）。根据中共中央、中央军委（1972）28号文件规定，军垦农场移交地方管理，同年10月28日湖南省正式接收，安置柘溪水库淹没区移民3万人，其中新化县、安化县各1.5万人。
- 第四阶段，管理区阶段（1999年8月至今），1998年12月，省人民政府决定成立常德市西湖管理区管理委员会，作为常德市人民政府的派出机构，并相应建立县一级的行政、财税体制。

## 区划
西湖镇，裕民办事处、西洲办事处、下窖办事处、新港办事处、鼎港办事处、东洲办事处
- 西湖镇：东湖社区、新民社区；裕民村、西州村、下窖村、新港村、鼎港村、东州村；
- 裕民办事处：新北河村（辖办事处原1、2、3生产队），黄泥湖村（辖办事处原4、5生产队），同兴村（辖办事处原6、7生产队），裕民村（辖办事处原8、9、10生产队）；
- 西洲办事处：幸福村（辖办事处原1、2、3、10生产队），安康村（辖办事处原4、5、9生产队），西洲村（辖办事处原6、7、8生产队）；
- 下窖办事处：田园村（辖办事处1、2、3、10生产队），建湖村（辖办事处原4、5、6生产队），永安村（辖办事处原7、8、9生产队）；
- 新港办事处：新兴村（辖办事处原1、2、3生产队），春晓村（辖办事处4、5、6生产队），新港村（辖办事处原7、8、11生产队），九狮村（辖办事处原9、10生产队）；
- 鼎港办事处：鼎兴村（辖办事处原1、2生产队），鼎福村（辖办事处原3、4、5生产队），鼎裕村（辖办事处原6、7生产队），鼎园村（辖办事处原8、9、10生产队）；
- 东洲办事处：旺福村（辖办事处原1、2、3生产队），旺禄村（辖办事处原4、5、6生产队），旺寿村（辖办事处原7、10生产队），旺喜村（辖办事处原8、9生产队）。

2010年-2015年间，西湖管理区下辖一镇，两乡。
- 撤销新港办事处、鼎港办事处、东洲办事处，改置东洲乡；
- 撤销裕民办事处、西洲办事处、下窖办事处，改置西洲乡。（原西湖镇不变）